# Pterorhinus ruficollis
Pterorhinus ruficollis là một loài chim trong họ Leiothrichidae.